# Varietal

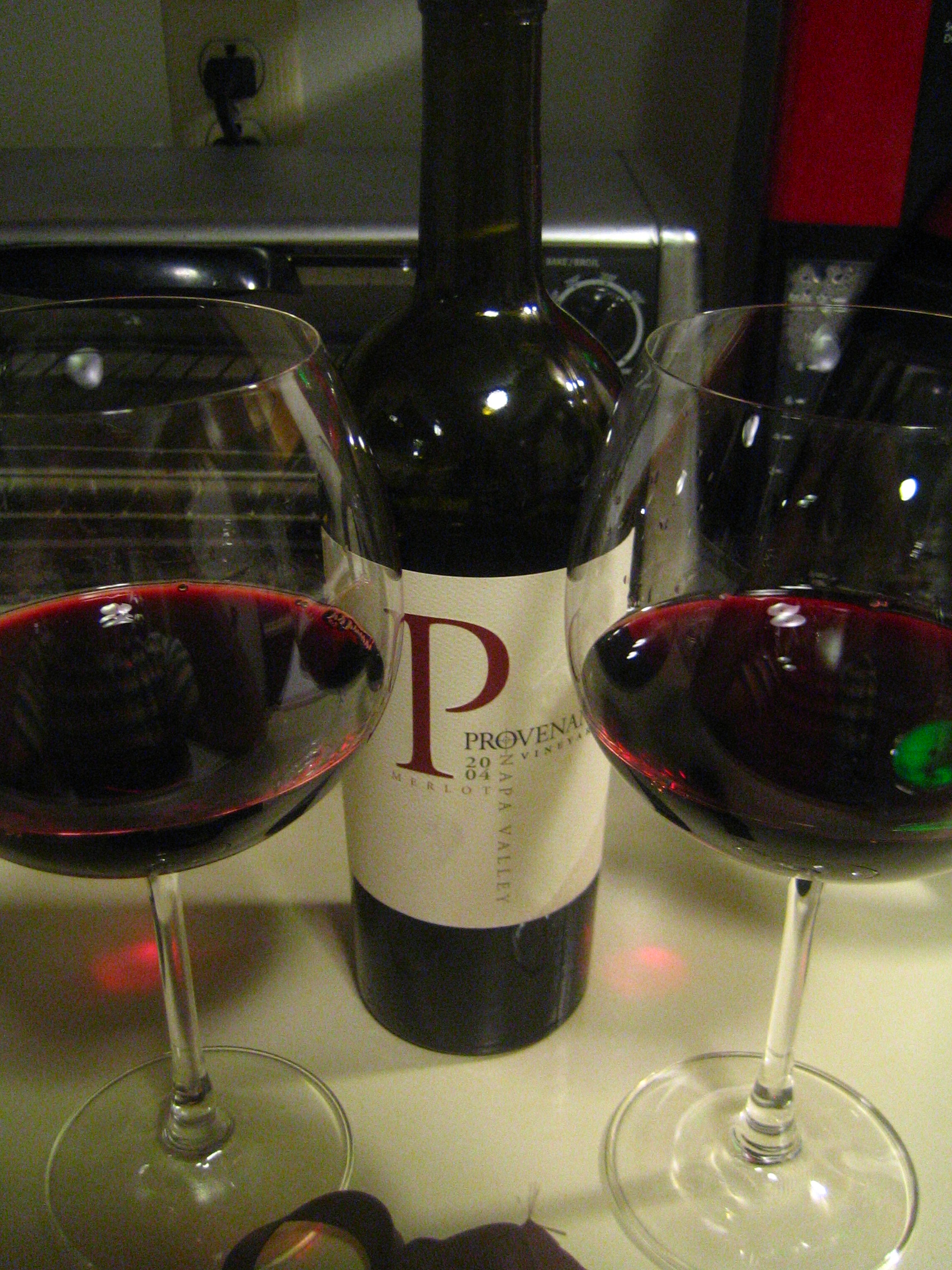
California Merlot from Provence

Varietal es, en enología, el nombre con el que se conoce de manera coloquial el vino elaborado con un tipo de uva de forma mayoritaria, pudiendo incluir algún otro tipo de uva siempre como complemento de manera residual. En la legislación de la Unión Europea se consideran varietales a los vinos que contienen más del 80% de la uva principal, por ejemplo Cabernet Sauvignon, Merlot, Tempranillo, Garnacha, Torrontés, Malbec, Syrah, Barbera, Pinot Noir, Bonarda, Lambrusco, etc. 
También se llama varietal al carácter aromático de un vino en el que predomina el aroma de una determinada variedad de uva.
- Datos: Q15262260